# Geoffrey de Mandeville, 1. Earl of Essex
Geoffrey de Mandeville, 1. Earl of Essex (* vor 1130; † September 1144) war einer der wichtigsten Handlungsträger in der Zeit des Königs Stephan († 1154).
Bereits im Jahr 1130 hatte er die Nachfolge seines Vaters William de Mandeville angetreten. Zu dieser Zeit befand sich der zentrale Teil des Familienbesitzes in Essex beschlagnahmt in der Hand des Königs, ebenso wie ein wesentlicher Teil des Besitzes von Eudo Dapifer, Geoffreys Großvater mütterlicherseits, dessen Erbe Geoffrey war.
Geoffreys Ziel in den ersten Jahren des Bürgerkriegs (1135–1154) scheint es somit gewesen zu sein, diesen Besitz zurückzuerlangen – was ihm in den unruhigen Zeiten durch mehrfachen Wechsel seiner Loyalität auch gelang. Er begann als Unterstützer von König Stephan, der ihn 1140 (vielleicht aber auch schon im Dezember 1139) für seine Verdienste im Kampf gegen Kaiserin Mathilde zum Earl of Essex ernannte. 1140 oder 1141 erhielt er die beschlagnahmten Güter in Essex zurück. 1141 wurde er zudem zum Wächter des Tower of London ernannt.
Nach der Niederlage und Gefangennahme Stephans in Lincoln (Lincolnshire) 1141 erkannte Geoffrey – wie viele seiner Kampfgefährten – Mathilde als Souverän an. Sie bestätigte sein Amt im Tower, erließ ihm die großen Schulden, die sein Vater bei der Krone angehäuft hatte, gab ihm den Besitz Eudo Dapifers und machte ihn zum Sheriff von Essex, Middlesex, London und Hertfordshire. Vor Jahresende kehrte er jedoch in den Dienst des mittlerweile wieder freigekommenen Königs Stephan zurück. 1142 scheint er wiederum mit Mathilda verbündet gewesen zu sein. Im September 1143 wurde er von Stephan gefangengesetzt und musste alle seine Burgen übergeben. Wieder freigelassen, revoltierte er gegen den König. Bis zu seinem Tod 1144 hielt sich Geoffrey nun in den Fens auf, benutzte die Isle of Ely und die Ramsey Abbey als Hauptquartier und führte Plünderungszüge durch. Da er auch Kirchen und Klöster nicht verschonte, wurde über ihn der Kirchenbann verhängt. Stephan bekriegte ihn nun; während eines Kampfes wurde Geoffrey, als er kurz den Helm abnahm, von einem Pfeilschuss schwer verletzt. Er starb im September 1144. Da er exkommuniziert war, kam sein Leichnam in einen Bleisarg und wurde nicht beerdigt. Erst als Papst Alexander III. ihm 1163 posthum die Absolution erteilte, wurde er in der Temple Church in London bestattet. Die Stelle wurde markiert und ist heute noch zu sehen.
Geoffrey heiratete Rohese de Vere, eine Tochter von Aubrey II. de Vere. Mit ihr hatte er drei Söhne:
- Geoffrey de Mandeville, 2. Earl of Essex († 1166)
- William de Mandeville, 3. Earl of Essex († 1189)
- Robert († vor 1189)

Darüber hinaus hatte Geoffrey einen unehelichen Sohn, Ernulf, der wegen der Unterstützung seines Vaters in der Rebellion ins Exil geschickt wurde.
Siehe auch: Haus Mandeville